# Eubulo (político)
Eubulo  (en griego antiguo: Εὔβουλος/Euboulos) fue un orador y hombre de estado ateniense contemporáneo de Demóstenes y de Esquines. Vivió en el siglo IV a. C., entre 405 y 330 a. C. Al terminar la guerra social, representó el partido de la paz en oposición a Demóstenes y fue encargado de la administración de las finanzas de Atenas, cargo de importancia, en el que le sucedió Licurgo.
Fue amigo y protector de Esquines, al que hizo secretario suyo y tomó una parte muy activa en los acontecimientos de la época. Demóstenes le cita en varios de sus Discursos.

## Biografía
Hijo de Espíntaro y originario del demo de Probalinto, tras la derrota de la flota ateniense en la batalla de Embata en el año 356 a. C., Eubulo promovió una política a la vez defensiva, para asegurar el abastecimiento de grano a Atenas, y pacifista, que prohibía expediciones militares arriesgadas.
Ejerció una gran influencia en la política de la ciudad desde el 355 al 346 a. C., con el apoyo de los pobres y campesinos, y también de los ricos, para quienes los gastos de la guerra se habían vuelto cada vez más onerosos, debido a las trierarquías y los impuestos extraordinarios sobre el capital, como la eisphora. No obtuvo los honores tradicionales, ni por su política defensiva para construir arsenales, trirremes y consolidar de las murallas, ni después de haber reformado el esfuerzo de guerra mediante un decreto que modificó la distribución de las finanzas públicas: en 356 a. C., en el momento en que el imperio ateniense se derrumbaba, Eubulo, que estaba a cargo del fondo estatal del teoricón, restauró el equilibrio financiero de Atenas; los ingresos anuales, caídos a 130 talentos, remontaron a 600. Los excedentes no fueron depositados en al caja de los fondos militares sino en la de los espectáculos, el teoricón. La llegada a los asuntos públicos de hombres como Eubulo coincidió con el desarrollo comercial del Pireo.
En el 346 a. C., Eubulo formó parte, con Filócrates y Esquines, del grupo de embajadores enviado a Macedonia para negociar la paz con Filipo II. Hubo de emplear toda su energía para persuadir al pueblo ateniense a aceptar la propuesta de paz (Paz de Filócrates).
No sabe nada de Eubulo después de la derrota de los griegos frente a Filipo II en Queronea en agosto del 338 a. C.